# Thomas Maitland
Thomas Maitland (Ratho, 10 marzo 1760 – Malta, 17 gennaio 1824) è stato un militare e politico britannico.
Membro del parlamento per la costituente di Haddington nel 1790–1796, 1802–1806 e nel 1812–1813, fu Consigliere Privato del sovrano inglese dal 23 novembre 1803.

## Biografia

### I primi anni gli inizi della carriera militare
Thomas era il figlio secondogenito di James Maitland, VII conte di Lauderdale, e fratello minore di James Maitland, VIII conte di Lauderdale.
Iniziò la propria carriera militare nel reggimento di cavalleggeri di Edimburgo, incarico a cui venne designato poco dopo la sua nascita ma che effettivamente ottenne solo nel 1778, dopo un periodo nel 78º reggimento di fanteria ed il raggiungimento del grado di capitano. Trasferito al 72º reggimento di fanteria e poi al 62°, nel 1790 ottenne il grado di maggiore. Promosso tenente colonnello nel 1794, nel 1798 venne nominato dapprima colonnello e poi generale di brigata.

### La rivoluzione haitiana

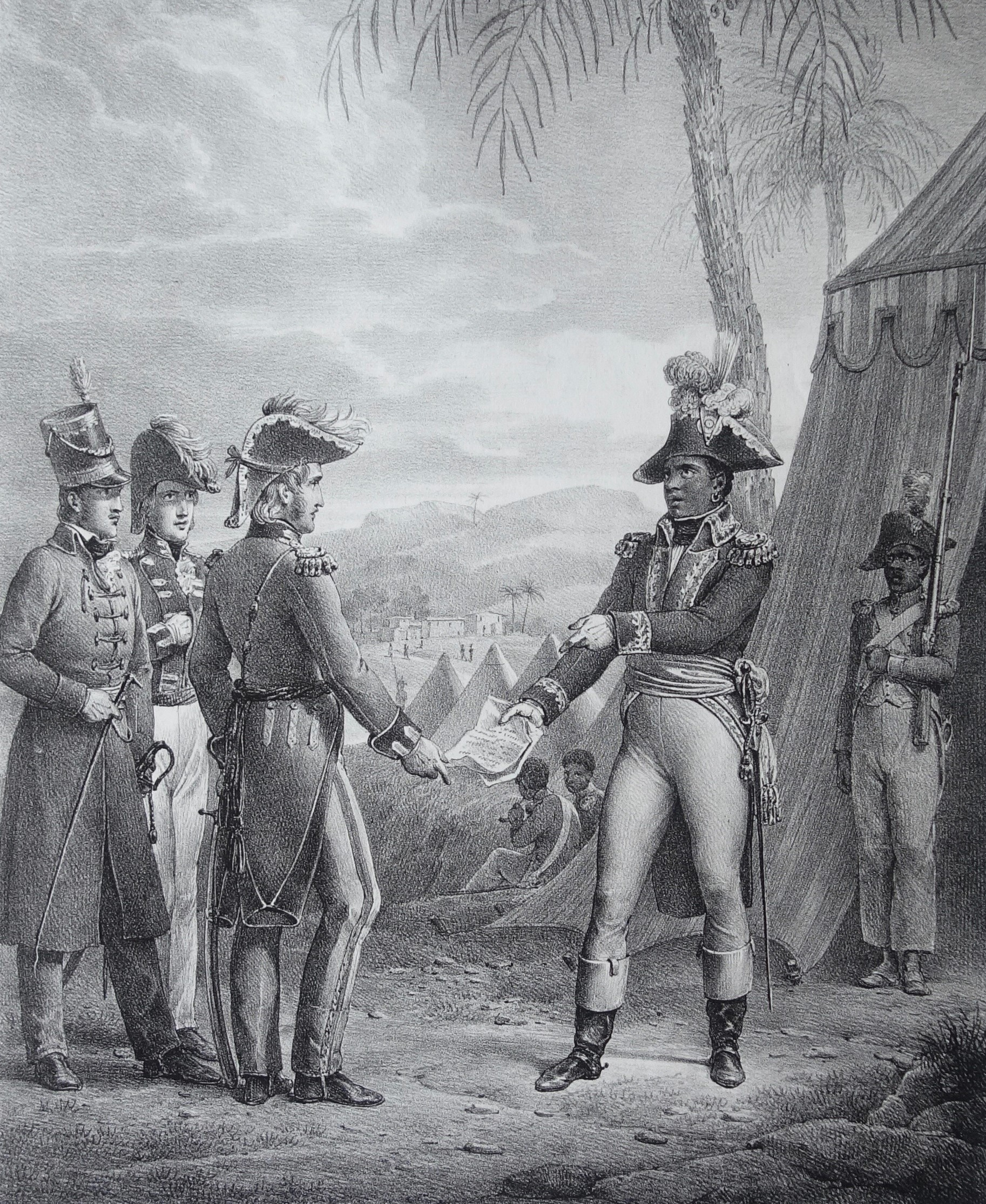
Il generale Maitland incontra Toussaint L'Ouverture per discutere del trattato segreto

Nel 1797, Maitland sbarcò a Santo Domingo con l'ordine di catturare l'isola che era all'epoca colonia francese. Maitland realizzò ad ogni modo che le sue forze erano pesantemente piagate dalla febbre gialla e per questo iniziò a negoziare una ritirata col capo dei rivoluzionari haitiani, Toussaint L'Ouverture.
Elkins e McKitrick scrissero a tal proposito:
Fu di fatti Maitland e non il ministro della guerra [inglese] a determinare la scelta degli inglesi, piuttosto che mantenere una presenza britannica a Jérémie o a Môle-Saint-Nicolas, parò direttamente con Toussaint e negoziò un'evacuazione totale dell'isola. Lui ed il generale di colore raggiunsero un accordo segreto il 31 agosto 1798. La Gran Bretagna avrebbe desistito da futuri attacchi a Santo Domingo e ad ogni interferenza nei suoi affari interni; Toussaint per parte sua fece una promessa simile nei confronti della Giamaica [possedimento inglese]; e Maitland garantì il passaggio dei rifornimenti a Santo Domingo senza interferenza da parte degli inglesi.

### Governatore di Ceylon
Maitland prestò servizio quindi come governatore di Ceylon (Sri Lanka) dal 1805 al 1811.
Mentre si trovava a Ceylon, Maitland scoprì un luogo chiamato "Galkissa" (Mount Lavinia) di cui si innamorò subito e dove decise di farvi costruire un palazzo per i governatori.
Durante questo medesimo periodo, Maitland si innamorò di una ballerina di nome Lovina, nata da genitori portoghesi e cingalesi. Durante la costruzione del palazzo, Maitland diede precise istruzioni per la costruzione di un tunnel segreto che collegasse la cantina del palazzo alla casa di Lovina.
Il villaggio cingalese che circondava la residenza del governatore si sviluppò nella moderna città di "Galkissa", rinominata poi in "Mount Lavinia" in onore di Lovina. Nel 1920 il tunnel venne chiuso e la struttura è diventata un hotel di lusso.

### La guerra peninsulare
All'inizio del 1812, il duca di Wellington iniziò una campagna nella penisola iberica che si sarebbe conclusa con la vittoria della battaglia di Salamanca. Per impedire al maresciallo Louis Gabriel Suchet di inviare dei rinforzi dalla costa orientale della Spagna, Wellington chiese a Lord William Bentinck di lanciare un'operazione diversiva servendosi della guarnigione inglese di stanza in Sicilia. In un primo momento lord Bentinck si accordò per inviare 10.000 dei propri soldati, ma a marzo ci ripensò. Dopo alcune persuasioni, il 7 giugno inviò 8000 uomini su una serie di trasporti al comando del generale Maitland. Bentinck cambiò nuovamente idea il 9 giugno e bloccò l'operazione. Alla fine, il 28 giugno, Maitland salpò da Minorca. La flotta raccolse 6000 spagnoli a Minorca e sbarcò il 31 luglio a Palamós, a 65 km a nordovest di Barcellona. Il generale Maitland decise che un attacco diretto a Barcellona sarebbe stato troppo rischioso e si rifiutò anche di conquistare la ben più debole Tarragona. Maitland poco dopo ricevette la notizia che l'armata di Murcia comandata dal generale Joseph O'Donnell's era stata sconfitta nella Battaglia di Castalla il 21 luglio. Senza il supporto di O'Donnell, Maitland decise di ritirarsi. Si reimbarcò con il suo corpo di spedizione e salpò alla volta di Alicante, unendosi alle truppe locali. Per il disastro consumatosi a Salamanca, i francesi vennero costretti ad evacuare sia Madrid nella Spagna centrale sia l'Andalusia a sud. Le forze combinate francesi si unirono a quelle di Suchet a Valencia. Notando il pericolo di 80.000 soldati francesi stipati ad Alicante, ancora una volta Maitland si rifiutò di proseguire verso la città. Maitland chiese di essere sollevato dal proprio incarico nel settembre del 1812 a causa di problemi di salute.

### Governatore di Malta e delle isole ionie

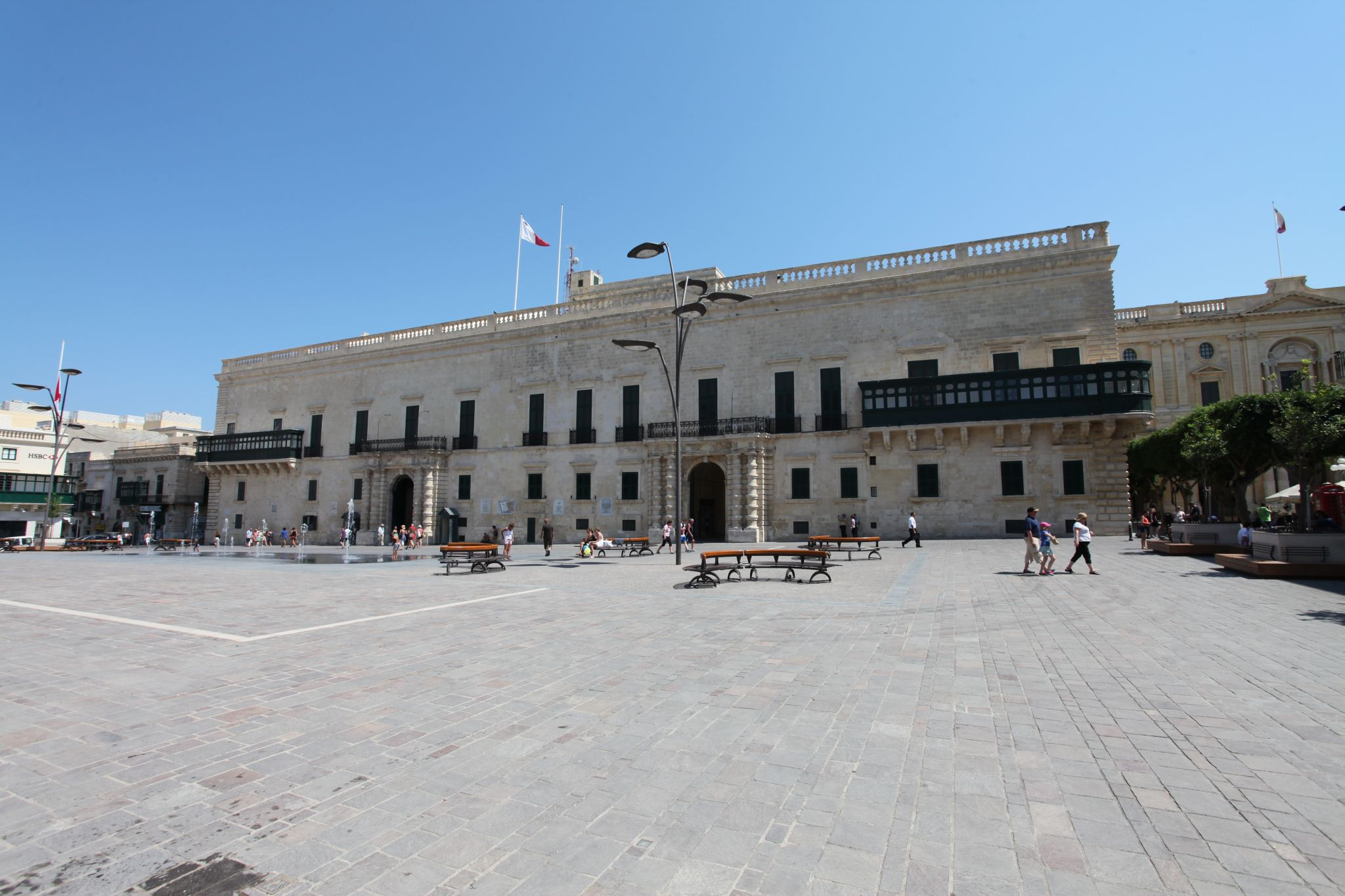
Il Palazzo del Governatore a La Valletta, Malta

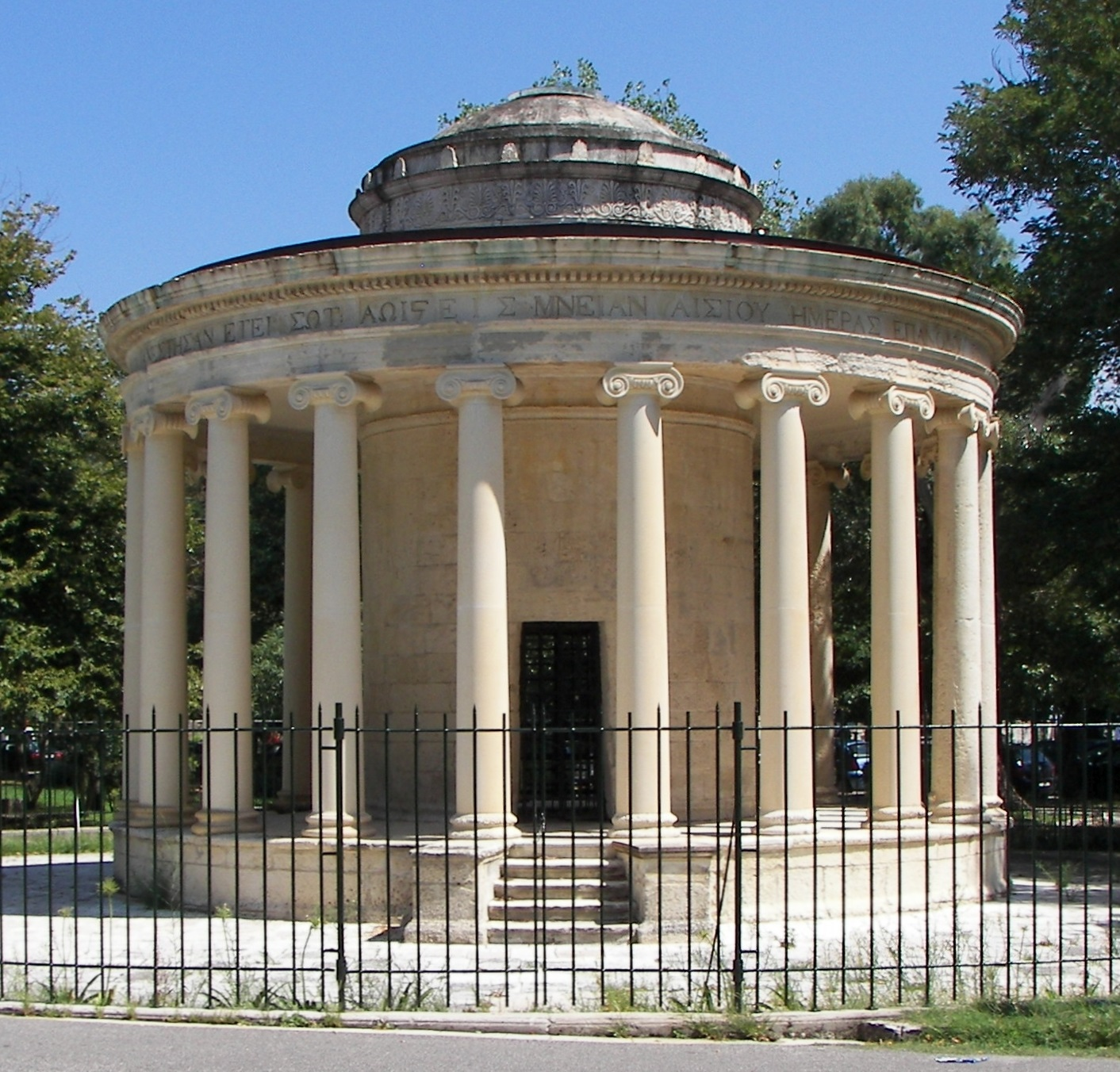
Il monumento a Maitland a Corfù.

Maitland divenne luogotenente governatore di Portsmouth e comandante generale del South-West District nel maggio del 1813 e venne quindi nominato governatore di Malta il 23 luglio di quello stesso anno, quando l'isola divenne ufficialmente una colonia della Corona inglese anziché un protettorato. La peste colpì improvvisamente Malta nel marzo del 1813, diffondendosi in particolare a La Valletta e nell'area del porto. Maitland giunse sull'isola il 3 ottobre 1813 e prese ufficialmente il suo incarico il 5 ottobre successivo. Una volta giunto al suo posto, come prima cosa rafforzò le misure di quarantena presenti. La peste si diffuse a Gozo nel gennaio successivo, ma le isole poterono dirsi risanate a marzo del 1814. Un totale di 4486 persone morirono (il 4% dell'intera popolazione locale), ma la pronta azione di Maitland risultò fondamentale per il contenimento dell'epidemia.
Dopo l'eradicazione della peste, Maitland intraprese diverse altre riforme. Rimosse le truppe inglesi da Lampedusa il 25 settembre 1814, ponendo così fine alla disputa iniziata nel 1800 col Regno di Sicilia. A Malta, mantenne uno stile di governo prettamente autocratico e si rifiutò di tenere un consiglio composto da maltesi, al punto da guadagnarsi il soprannome di "King Tom" (re Tom). Nel 1814 costituì le forze di polizia maltesi, ma nel contempo nel 1819 sciolse la locale università in lingua italiana. Varie riforme vennero portate avanti anche nell'ambito della tassazione e della legislazione. Maitland rimase governatore di Malta sino alla sua morte per apoplessia il 17 gennaio 1824. Al suo letto di morte erano presenti i dottori Robert Grieves, Alexander Broadfoot e John Hennen.
Durante il suo periodo come governatore a Malta, Maitland fu anche Lord Alto Commissario delle Isole Ionie dal 1815 al 1823, periodo nel quale le isole furono un protettorato britannico. La sede dell'amministrazione venne stabilita a Corfù, dove venne rappresentato dal diplomatico sir Frederick Hankey, suo segretario privato. Il neoclassico monumento a Maitland venne costruito in suo onore in loco nel 1821.